# 御幸通 (神戸市)
御幸通（ごこうどおり）は兵庫県神戸市中央区の町名。現行行政地名は御幸通一丁目から御幸通八丁目。郵便番号は651-0087。

## 地理
中央区中央部の商業地域。旧・葺合区西部南寄りに位置する。
東は生田川を挟み南本町通、南は磯上通、西はフラワーロード上の加納町、北は小野柄通。東西に長く、東から順に一～八丁目が設置されている。

## 歴史
明治32年（1899年）に葺合御幸通として誕生し、区制施行まで「葺合」を冠称。
昭和6年（1931年）より葺合区、昭和55年（1980年）より中央区に所属。
『神戸の町名 改訂版』によれば、町名は江戸時代にあった生田村南端の水田の中を東西に縦断する「御幸道」に由来するという。生田村絵図（大利家文書）に御幸道が記されている。江戸時代に生田神社から脇浜村への渡御が行われ氏子中が呼び習わしていたと推測されている。それまでは生田神社が熊内村北側にあったのが洪水のため生田宮村へ社地を変えたためその道筋を御幸通と呼んだ（西摂大観）とか、生田神社神主後神（ごこう）氏の住居があったからとも、明治25年の生田神社の渡御が脇浜まで行われたためその道筋を記念して付けられたとも言われていたが、生田村内を通っておらずいずれも誤りとされる。
- 明治38年（1905年）、阪神電気鉄道開通。
- 明治43年（1910年）、神戸電気鉄道（後の神戸市電）春日野道～兵庫駅前間が開通。
- 大正元年（1912年）、神戸電気鉄道布引線開通。
- 大正5年（1916年）、阪神電気鉄道が加納町五丁目まで延長。
- 昭和6年（1931年）、国鉄（現JR）三ノ宮駅が現在地に移転。
- 昭和10年（1935年）、市電東部国鉄線の開通で春日野道までの区間が廃止。
- 昭和11年（1936年）、阪神急行電鉄（現阪急電鉄）が高架で三宮駅（現・神戸三宮駅）に乗り入れ。
- 昭和31年（1956年）、神戸国際会館開館。
- 昭和56年（1981年）、神戸新交通ポートアイランド線が開通。
- 昭和60年（1985年）、神戸市営地下鉄西神・山手線が開通。
- 平成13年（2001年）、神戸市営地下鉄海岸線が開通。

## 人口統計
- 平成17年国勢調査（2005年10月1日現在）での世帯数609、人口785、うち男性416人、女性369人[3]。
- 昭和63年（1988年）の世帯数338・人口697[1]。
- 昭和35年（1960年）の世帯数38・人口301[1]。
- 大正9年（1920年）の世帯数1,095・人口5,195[1]。